# Campana (Haute-Corse)
Campana település Franciaországban, Haute-Corse megyében. Lakosainak száma 22 fő (2022. január 1.). Campana Nocario, Piedicroce, Pie-d’Orezza és San-Lorenzo községekkel határos.

## Népesség
A település népességének változása:
| Lakosok száma | 50   | 20   | 36   | 23   | 18   | 17   | 18   | 20   | 20   | 22   |
|               | 1968 | 1982 | 1990 | 2006 | 2013 | 2015 | 2017 | 2019 | 2020 | 2022 |